# Пень (Кувшиновский район)
Пень — деревня в Кувшиновском районе Тверской области России. Центр Пеньского сельского поселения.
Находится в 7 км к северу от районного центра Кувшиново, на автодороге «Кувшиново—Есеновичи—Вышний Волочёк».
Население по переписи 2002 года — 255 человека, 122 мужчины, 133 женщины.

## История
В конце XIX-начале XX века деревня Пень относится Чуриловскому приходу Тысяцкой волости Новоторжского уезда Тверской губернии. В 1884 году здесь 57 дворов, 324 жителя, школа грамотности, промыслы: кузнецы, извозчики, тряпичники. В 1920 Пень — центр Пеньского сельсовета Тысяцкой волости Новоторжского уезда, по переписи 1920 года — 88 дворов, 421 житель.
В 1940 году деревня центр сельсовета Каменского района Калининской области.
В 1970-80-е годы в деревне центральная усадьба колхоза совхоза «Кувшиновский».
В 1997 году — 97 хозяйств, 247 жителей. Администрация сельского округа, центральная усадьба ТОО «Кувшиновское», начальная школа, ДК, библиотека, медпункт, отделение связи, магазин.